# يوهانا ويسترديك
يوهانا ويسترديك (بالهولندية: Johanna Westerdijk)‏ هي اختصاصية أمراض نبات هولندية، من مواليد الرابع من يناير سنة 1883 بنيورأمستيل. أصبحت ويسترديك أستاذة استثنائية لعلم أمراض النباتية في جامعة أوتريخت في سنة 1917، مما يجعلها أول امرأة تصبح أستاذة في هولندا.

## النشأة
جوانا ويسترديك، والمعروفة باسم «هانز» من قبل الأصدقاء، ولدت في 4 يناير 1883 في قرية نيور-أمستيل جنوبي أمستردام.
تنحدر ويسترديك من عائلة غنية، مثقفة وفنية من
الأطباء، والدها هو «برنارد ويسترديك» (1927-1853) وأمها هي «أليدا كاثارينا شيفر» (1931-1857)، ويسترديك هي البنت الكبرى لهما. خلال سنوات دراستها الابتدائية، رفضت دائما أن تأخذ دروسا في التطريز ولا حتى اللعب بالدمى مثل معظم الفتيات في سنها. بدلا من ذلك، كانت تتمتع بقراءة القصص للفتيات الأخريات في مدرستها.

## الدراسة
أكملت ويسترديك دراستها الثانوية في سن 17 سنة وتخرجت من مدرسة أمستردام للفتيات.
وكانت عازفة بيانو موهوبة، تطمح لأن تصبح في عازفة بيانو محترفة، لكن التهاب العصب المستمر في أحد ذراعيها جعل ذلك مستحيلا.
اهتمامها بعلم النبات قادها لحضور جامعة أمستردام لمتابعة محاضرات عالم النبات الشهير هوغو دي فريس والعمل في مختبرها.
بعدما أنهت دراساتها البيولوجية في سنة 1904 قررت قضاء بعض الوقت في ميونيخ وإجراء بحوث على الطحلب. بعد عام من ذلك انتقلت ويسترديجك إلى زيورخ حيث درست تجدد الطحالب، وحصلت على درجة الدكتوراه في سنة 1906 تحت إشراف البروفيسور هانز شينز.

## المسير المهنية
في سنة 1906، وبينها كانت في سن 23 عاما، عرض عليها منصب إدارة في مختبر «ويلي كوملين شولتن» الهولندي للأمراض النباتية.
أصبح المختبر تحت إشرافها مؤسسة مشهورة عالميا في مجال علم الأمراض النباتية، وجرى نقله من أمستردام إلى بارن حيث يعترف به اليوم ضمن وضع مستقل كمعهد تابع للأكاديمية الملكية الهولندية للفنون والعلوم.
في الوقت الذي كانت تعمل فيه كمديرة مدير لمختبر علم أمراض النباتات في سنة 1908، كانت ويسترديجك مسؤولة عن الرابطة الدولية لعلماء النبات من حوالي 80 مزرعة للفطريات. تحت إشرافها توسعت المجموعة إلى أكثر من 10 آلاف سلالة تنحدر من 6000 نوع مختلفة من الفطريات، الخمائر والشعيات. أطلق على المجموعة اسم «المكتب المركزي فور ششميلكولتوريس» (Central Bureau voor Schimmelcultures)، أو المكتب المركزي لمزارع الفطر، كان الهدف من هذه المجموعة هو الحفاظ على مجموعة متنوعة من الفطريات في المزارع لتوزيعها على الباحثين العاملين في جميع أنحاء العالم، بالإضافة لتقديم المشورة عندما يتعلق الأمر بالمشاكل الناجمة عن الفطريات والخمائر.
في سنة 1913، أصبحت ويسترديجك أول امرأة تحصل على منحة من صندوق بيتنزورغ (إندونيسيا)، سخرتها لجمع عينات من مجموعة متنوعة من المحاصيل المريضة مثل التبغ والسكر والقهوة والشاي وغيرها، وخلق مزارع فطر للمجموعة.

### مصدر إلهام للنساء والطلاب
بحلول سنة 1917 كانت جوهانا ويسترديجك أول مدرسة في هولندا، كأستاذة مشاركة في علم الأمراض النباتية بجامعة أوترخت، ثم بجامعة أمستردام في سنة 1930، مع ما مجموعه 55 طالب تخرجوا تحت إشرافها خلال فترة زمنية لا تتعدى 35 سنة، كان نصفهم تقريبا من النساء، اللواتي أصبحن مصدر إلهام للطلاب المهتمين بتاريخ المرأة في العلوم.
كتبت ويسترديجك أكثر من 70 منشورا غطى مجموعة واسعة من الأمراض النباتية وتطرق لعلم الفطريات، لكن اهتمامها الرئيسي كان منصبا على الأمراض الفسيولوجية للنباتات وباقي مسببات الأمراض للنباتات وكيفية السيطرة عليها. حيث شملت العديد من منشوراتها تجارب للمواد الكيميائية المكافحة للأمراض.
وسترديجك كانت نشطة أيضا في «الاتحاد الدولي للجامعات»، المعروف الآن تحت اسم الاتحاد الدولي لخريجات الجامعات. لتصبح فيما بعد رئيسة لهذه المنظمة خلال الفترة الممتدة بين سنتي 1932 و1936. تحصلت وسترديجك أيضا على عضوية في الأكاديمية الملكية الهولندية للفنون والعلوم اعتبارا من سنة 1951،  بالإضافة إلى ذلك كانت زميلة للجمعية اللينيانية اللندنية.

## الوفاة
توفيت ويسترديجك في 15 نوفمبر 1961 عن عمر ناهز ال 78 عاما في بارن (هولندا).

## الأوسمة والجوائز
حصلت جوهانا ويسترديجك على:
- وسام أورانج ناسو برتبة ضابط (هولندا).[8]
- وسام أسد هولندا برتبة فارس (هولندا).[6]
- وسام القديس جيمس السيف برتبة فارس (البرتغال).[6]
- ميدالية أوتو أبيل في سنة 1953 (هايدلبرغ).[6]
- دكتوراه فخرية من جامعة أوبسالا في سنة 1957.[6]
- دكتوراه فخرية من جامعة غيسن في 1958.[6]